# 岩田村 (山口県)
岩田村（いわたそん）は、山口県熊毛郡にあった村。現在の光市岩田にあたる。

## 歴史
- 1889年（明治22年）4月1日 - 町村制の施行により、近世以来の岩田村が単独で自治体を形成。
- 1943年（昭和18年）11月3日 - 三輪村・塩田村・束荷村と合併して大和村が発足。同日岩田村廃止。

## 交通

### 鉄道路線
- 鉄道省
  - 柳井線（現・山陽本線）
    - 岩田駅